# グラフィックアクセラレータ
グラフィックアクセラレータ (Graphics Accelerator) は、パーソナルコンピュータ (PC) などのグラフィック処理をハードウェアアクセラレーションする機器装置（アクセラレータ）である。
もともと、1980年代頃に、当時のミニコンピュータやワークステーション (WS) 程度の性能のコンピュータを必要としていたCAD等を、当時のパーソナルコンピュータでも使用しようとした際に、PCの性能も向上しつつあったとは言えそれを補助するために、PC用の付加装置として、線や円、曲線の高速描画やその拡大縮小に関する処理の高速化に重点がおかれて開発された製品等を指して呼ばれたもので（WSでは標準装備などであったため、わざわざ名前が付けられることも無かった）、次に独立した節として示す「ウィンドウアクセラレータ」といった商品も現れたが、PC-9801の終焉などもあり、ビデオカードのスペック（機能＆性能）向上に飲み込まれるかたちで、独立して意識されることもなくなった。

## ウィンドウアクセラレータ
ウィンドウアクセラレータ は、Microsoft Windows 3.xのGDI描画の高速化に特化したグラフィックアクセラレータの一種である。
それまでのグラフィックアクセラレータは、DOS上のCADでの使用を目的として、線や円、曲線の高速描画やその拡大縮小に関する処理の高速化に重点がおかれて開発されていたが、ウィンドウアクセラレータは、主としてBitBlt等のオーバーラップウィンドウの描画に特化した機能の高速化に重点がおかれている。
特に1990年代前半、日本で主力であったPC-9800/9821シリーズにおいて、オンボードのグラフィック性能は、当時急速に普及しつつあったWindowsのGUIを描画するのに解像度、色数の点で貧弱であったため、NECおよびサードパーティーから、Windows使用時の描画性能を向上させるグラフィックアクセラレータがリリースされ、この辺りからウィンドウアクセラレータの呼称が使用されだした。
PC/AT互換機用のウィンドウアクセラレータとしては、S3社（現SONIC Blue社、チップ開発部門はVIA Technologies社に売却）のS3-911が先鞭をつけ、S3-924の世代において、Windows 3.1のGDI全てをハードウェアで描画できるように実装が完了している。Windows 95登場後、DirectXがWindowsに実装されるまでは特に変化の無い市場であったが、それ以後は開発競争が再燃し、高速化、高解像度化、動画再生支援機能、3D描画機能を実装したものが次々と販売されていった。

## 背景
以上のような流れの背景には、パーソナルコンピュータの性能と機能の向上の波がある。1980年前後、いわゆる「8ビットパソコンの時代」には、CPUの性能が低く、グラフィックに関してハードウェアの比重が重かった。
その後「16ビットパソコンの時代」になると、CPUの性能は向上した一方で、バスやメモリがさほどボトルネックでもなかった時代のため、CPUによって直接グラフィックの処理なども行ってしまうのが効率が良く、グラフィックのハードウェアは特殊機能などを除き、表示するために必要なごく少ない機能のみを持つ、というスタイルがトレンドとなった。そのため、より高度なグラフィックを求めるユーザ向けのグラフィックアクセラレータという製品が登場する余地があったのである。
また機種固有の事情としては、IBM PCはグラフィック機能をビデオカードに独立させ、柔軟に機能向上があったのと比較し、NEC PC-9801は登場時点からすれば比較的高機能ではあったものの、仕様がほぼ固定してしまっていたため、サードパーティー製のグラフィックアクセラレータである GA-1024A が、美少女ゲームを256色で遊ぶために人気となる、などといった現象を起こしており、前節の「ウィンドウアクセラレータ」なる商品が現れたのも、結局のところそのような「PC-98の特殊事情」であると考えたほうが正直な所であろう。
その後32ビット時代が到来し、1990年代も後半になると、CPUの速度向上に比して周辺が遅い、というような状態になり（だいたいの目安として、1992年策定のVLバスの頃まではCPUの信号線をそのまま外部に繋げることができていた、というのがある。VLバスはCPUに486を前提としているが、DX2以降の486では内部クロックが逓倍されるようになったように、その頃から周辺との速度差が現れてきている）、グラフィックスについてはビデオカードのGPUに重点が置かれるのが普通になったため、わざわざ「グラフィックアクセラレータ」として意識されることはなくなった。また、16ビット時代には、保護などのないMS-DOSアプリが直接グラフィックを操作していたのが、Windows以降はそういうことはできなくなった、ということもあるだろう。

## 注
1. ↑  集積回路の汎用化と専用化についての「牧本ウェーブ」に少し似ているかもしれない。

## 関連事項
- グラフィックコントローラ
- VDP
- GPU
- フレームバッファ
- OpenGL
- DirectX
- ハードウェアアクセラレーション
- NVIDIA Quadro
- ATI FirePro
- ビデオカード